# Japurá (tiểu vùng)
Japurá là một tiểu vùng thuộc bang Amazonas, Brasil, Brasil. Tiều vùng này có diện tích 72702 km², dân số năm 2007 là 27313 người.